# Norda Stelo
Norda Stelo, anciennement Roche ltée avant son changement de nom en 2015, est une firme de génie-conseil et de construction canadienne œuvrant à l'échelle mondiale. Son siège social est à Québec. L’entreprise compte 800 employés et réalise des projets dans une cinquantaine de pays. Entreprise indépendante, Norda Stelo est active dans les secteurs des industries du bâtiment, des transports et des infrastructures. 
Dans la foulée de la Commission d'enquête sur l'octroi et la gestion des contrats publics dans l'industrie de la construction, l’entreprise a subi une transformation en profondeur au cours des dernières années. La direction a été renouvelée avec à sa tête Alex Brisson comme président et chef de la direction. L’entreprise a reçu l’autorisation de conclure des contrats publics de l'Autorité des marchés financiers (AMF) en 2014.

## Historique
En 1963, Charles-Eugène Rochette fonde l’entreprise Charles-E. Rochette et associés, à La Malbaie, dans la région de Charlevoix. À cette époque, la firme offrait principalement des services d’ingénierie. Dans les années suivantes, M. Rochette s’associe avec Marc Picard pour fonder la firme Picard, Rochette et associés. Afin d’assurer l’expansion de l’entreprise, la compagnie déménage dans la ville de Québec.
En 1965, l’arrivée de nouveaux associés, au sein de la compagnie, crée la firme Rochette, Lajoie, Grondin, Normand, Rochefort et associés. Durant les années 1970 Roche crée trois nouvelles divisions  : urbanisme, transport et environnement.  En 1977, la firme fait son entrée sur le marché international avec l’octroi d’un premier contrat dans le domaine de l’agriculture en Afrique. Au cours des années suivantes, Roche ouvre plusieurs bureaux au Québec — à Rimouski, sur la Côte-Nord et à Thetford Mines —, ainsi qu'au Nouveau-Brunswick.

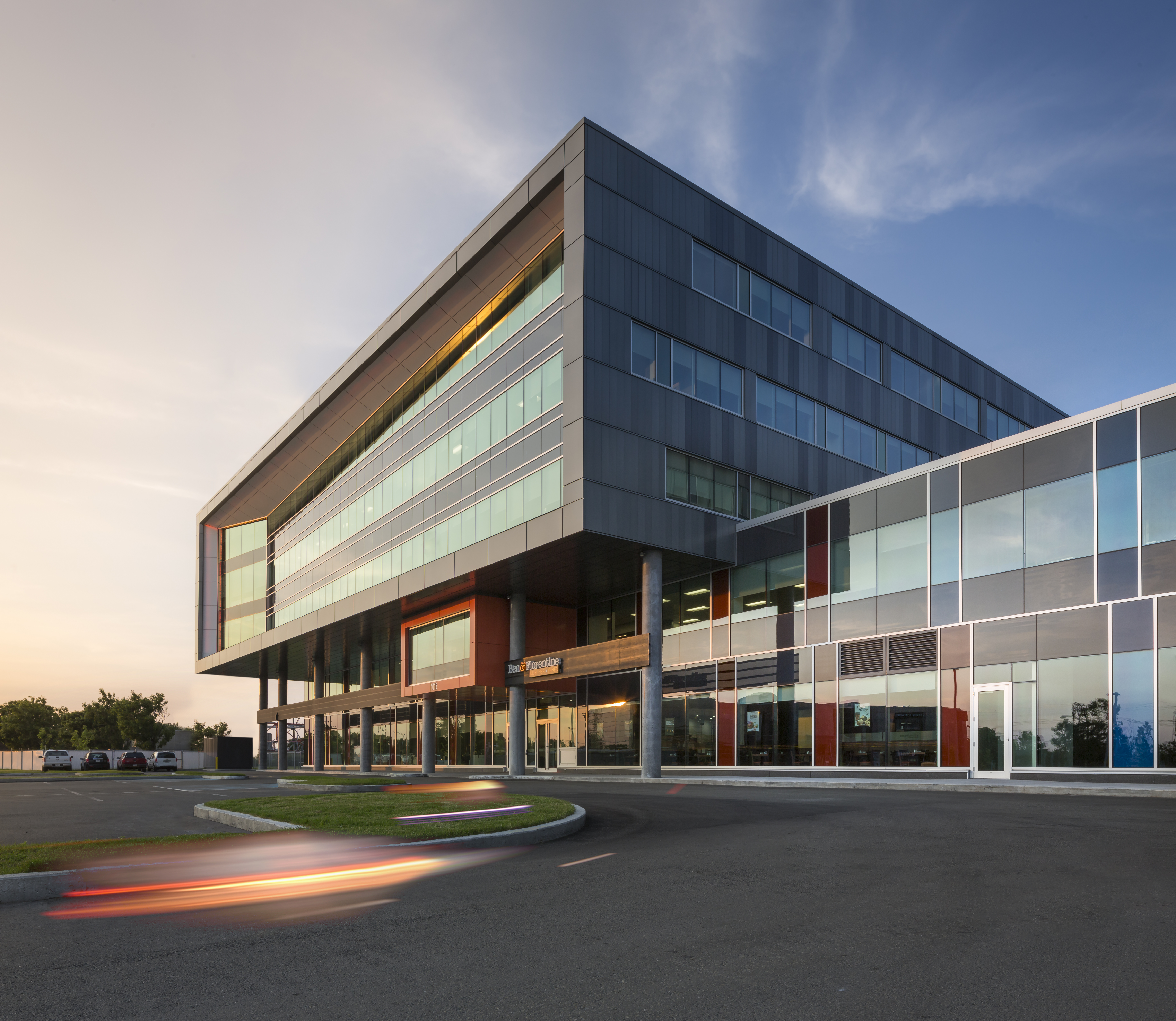
Le siège social de l'entreprise, à Québec.

Au fil des ans, Roche a diversifié ses services en créant, au sein même de l’entreprise, des nouveaux secteurs d’activités ou encore en s’associant à d’autres entreprises déjà établies. C’est en 1984 que l’entreprise devient Roche Ltée, Groupe-conseil. En 1996, l'entreprise se dote d’un système de gestion de la qualité conforme à la norme ISO 9001.
La firme conclut une entente avec la compagnie américaine The IT Group, société publique cotée à la Bourse de New York, en 1999. Celle-ci fait faillite en 2002 et The Shaw Group acquiert la majorité de ses actifs. Roche redevient entièrement québécoise en 2006, après son rachat par un
groupe d’employés. L’entreprise est toujours détenue par des actions employées.
En 2013, l’entreprise subit une transformation organisationnelle majeure. Elle s’oriente davantage sur l’internationalisation en faisant l’acquisition de Stone Oil & Gas et en ouvrant des bureaux en Côte-d’Ivoire et aux Émirats arabes unis.
Le 14 décembre 2015, Roche Ltée groupe-conseil annonce qu'elle change de nom pour Norda Stelo. La nouvelle raison sociale, qui signifie « Étoile du nord » en espéranto, complète une réorganisation mise en œuvre depuis 2013, et s'accompagne d'un nouveau cadre de gouvernance en matière d'éthique et d'intégrité, indique la société ainsi que d'une présence accrue à l'international, dont la contribution au chiffre d'affaires est passée de 7 % à 25 % pour l'année en cours.

## Sociétés membres de Norda Stelo
Voici la liste des sociétés membres du groupe Norda Stelo :
- A2EP
- Groupe Conseil Forchemex Ltée ;
- Pasquin St-Jean et Associés ;
- Norda Stelo Construction inc. ;
- Norda Stelo Engineering inc. ;
- Sodéroc Développement Ltée ;
- Stone Oil & Gas.